# دالیا سافر
دالیا سوفر (به انگلیسی: Dalia Sofer) یک نویسنده ایرانی-آمریکایی است که با نوشتن اولین رمانش با عنوان "سپتامبرهای شیراز" (به انگلیسی: The Septembers of Shiraz) به شهرت رسید. این رمان که به زبان انگلیسی نوشته شده، بر زندگی خانوادهٔ نویسنده در شیراز در دوران شاه و انقلاب اسلامی تمرکز دارد و زندگی این خانواده یهودی را تا نیویورک دنبال می‌کند.
خانواده سوفر در سال ۱۹۸۲ و در زمانی که دالیا ۱۰ ساله بود، از ایران مهاجرت کرد. پدر دالیا در یکی از روزهای ماه سپتامبر (شهریور) سال ۱۹۸۱ به جرم یهودی بودن در دفترش در تهران دستگیر شد. نیروهای امنیتی حکومت ایران او را جاسوس اسرائیل می‌دانستند.

در سال ۲۰۱۵ با اقتباس از این کتاب فیلم سپتامبرهای شیراز به کارگردانی وین بلر و نقش‌آفرینی سلما هایک، آدرین برودی و شهره آغداشلو ساخته شد.